# (14042) Agafonov
(14042) Agafonov est un astéroïde de la ceinture principale.

## Description
(14042) Agafonov est un astéroïde de la ceinture principale. Il fut découvert le 16 octobre 1995 à Zelenchukskaya Station par Timur V. Kryachko. Il présente une orbite caractérisée par un demi-grand axe de 2,21 UA, une excentricité de 0,17 et une inclinaison de 4,2° par rapport à l'écliptique.

## Compléments